# Omri Katz

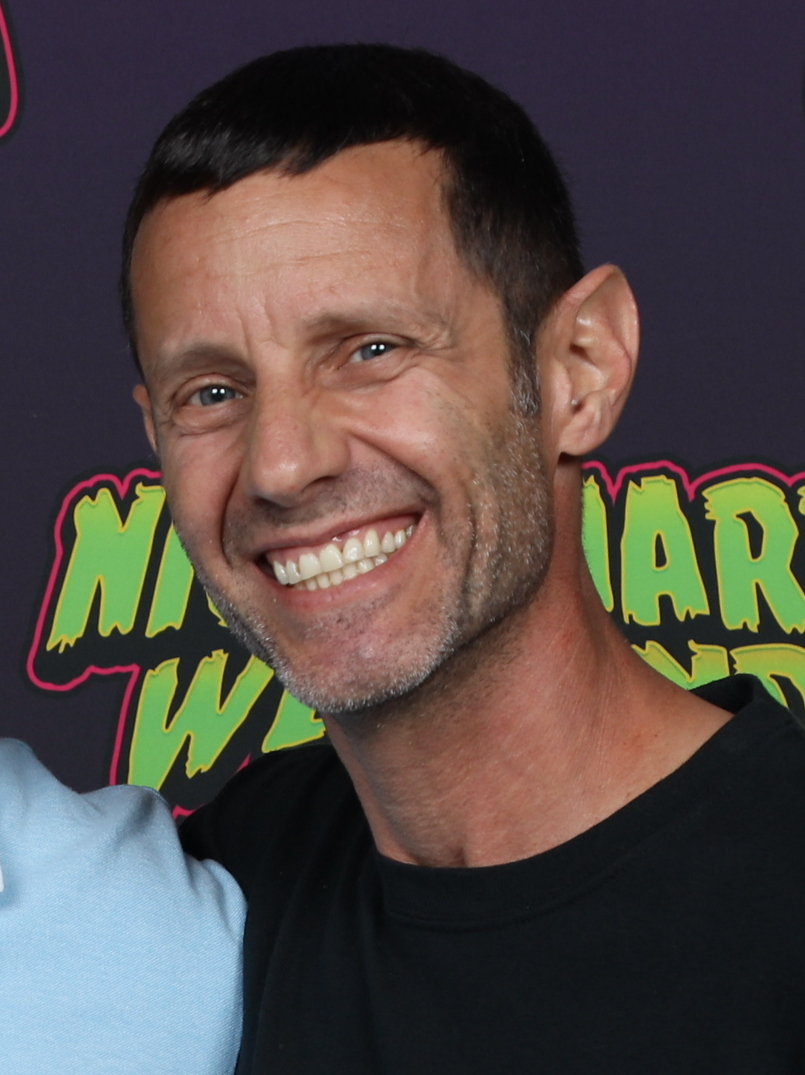
Omri Katz (2023)

Omri Katz (* 30. Mai 1976 in Los Angeles, Kalifornien) ist ein US-amerikanischer Schauspieler.

## Leben
Omri Katz wurde als Sohn israelischer Eltern in Los Angeles geboren und verbrachte ebenfalls einen Teil seiner Kindheit in Israel. Er hat einen älteren Bruder, Michael, und eine ältere Schwester, Lali. Bekannt wurde er ab 1983 durch seine Darstellung des John Ross Ewing III in der Fernsehserie Dallas. Er spielte diese Figur bis 1991 in insgesamt 149 Folgen und gewann unter anderem einen Soap Opera Digest Award als bester Kinderdarsteller. Nach dem Ende von Dallas spielte er eine Hauptrolle in der Fernsehserie Eerie, Indiana und war im Disney-Film Hocus Pocus an der Seite von Bette Midler und Sarah Jessica Parker zu sehen. Im Erwachsenenalter ließen die Rollen für Katz deutlich nach, seine für längere Zeit letzte Rolle übernahm er 2002 in einem Kurzfilm. Mittlerweile arbeitet er als Friseur in Los Angeles.

## Filmografie
- 1983–1991: Dallas (Fernsehserie, 149 Folgen)
- 1984: Simon & Simon (Fernsehserie, eine Folge)
- 1991: Hilfe, Dinosaurier! (Adventures in Dinosaur City)
- 1991–1992: Eerie, Indiana (Fernsehserie, 19 Folgen)
- 1992: Zorro – Der schwarze Rächer (Zorro; Fernsehserie, eine Folge)
- 1992: Alle meine Kinder (The Torkelsons; Fernsehserie, eine Folge)
- 1993: Matinée
- 1993: Hocus Pocus
- 1993–1995: Nachtschicht mit John (The John Larroquette Show; Fernsehserie, fünf Folgen)
- 1996: Dallas – J.R. kehrt zurück (Dallas: J.R. Returns; Fernsehfilm)
- 1999: Voll daneben, voll im Leben (Freaks and Geeks; Fernsehserie, eine Folge)
- 2000: General Hospital (Fernseh-Seifenoper, eine Folge)
- 2002: Journey Into Night (Kurzfilm)
- 2018: Childhood Thoughts (Fernsehserie, eine Folge)